# Forever (canción de As I Lay Dying)
"Forever" es una canción de la banda de metalcore As I Lay Dying, el segundo sencillo extraído de su segundo álbum Frail Words Collapse.

## Letra de la Canción
Aunque Tim Lambesis no responde directamente en ninguna forma publicada, Forever es una canción sobre la devoción de las bandas a Cristo. La canción describe el momento exacto en que Tim puso su máxima fe en Dios, capturado por la frase "I gave my heart away"(diste mi corazón). La fe es la confianza o confianza total en alguien o algo: entregar tu corazón es una manera poética de describir, en alguna forma física, lo que está sucediendo.

## Vídeo
El video musical oficial no ofrece mayor información ya que está compuesto por imágenes de un show en vivo.
- Datos: Q51685944